# Die Zeit die bleibt (1985)
 Die Zeit die bleibt mit dem Untertitel Ein Film über Konrad Wolf ist ein Dokumentarfilm des DEFA-Studios für Dokumentarfilme aus dem Jahr 1985. Er entstand im Auftrag des Fernsehens der DDR unter der Regie von Lew Hohmann.

## Handlung
Der Film beginnt in Peredelkino, ein Wiedersehen Konrad Wolfs nach Jahrzehnten mit der unvergessenen Welt der Kindheit in seiner zweiten Heimat, der Sowjetunion. Nicht weit von Moskau steht noch immer das einstige Sommerhaus der Familie des emigrierten Dichters Friedrich Wolf. Sein Sohn Konrad, Koni genannt, der jüngere der beiden Brüder, machte im Oktober 1981, kurz vor seinem Tode, dort noch einmal einen Besuch. Einen großen Teil des Films nehmen Bilder und Erzählungen über die Eltern Konrad Wolfs, seine Kindheit in Deutschland und die Flucht in die Emigration, über Frankreich in die Sowjetunion, ein. Der Besuch im Oktober 1981 ist auch ein Rückblick auf seine Kindheit, er erinnert sich der Freundschaft dreier Jungen, die über ein Leben hinweg für alle drei von Bedeutung geblieben war, obwohl sie, in alle Welt verschlagen, unterschiedliche Wege, auch im Denken, gingen. Die „Troika“, wie sich die Gruppe nannte, fand nach Jahrzehnten wieder Kontakt zueinander, obwohl die Lebensumstände die Freunde voneinander entfernt hat. Ein Film über diese Freundschaft, den er geplant hatte, blieb ihm durch seinen Krebstod ein halbes Jahr später leider versagt (einige Jahre später verarbeitete sein Bruder Markus das Material in seinem Buch Die Troika).
Ausführlich wird Konrad Wolfs Tätigkeit in der Roten Armee dokumentiert. Zitiert werden die ersten Kriegseindrücke im Dorf Karbadinka, beigefügt werden wunderschöne, friedvolle Aufnahmen des Ortes am Meer von heute, als beschwörende Ergänzung. Von hier führte ihn der Weg bis nach Premnitz, davon war er sogar einen Tag Stadtkommandant von Bernau bei Berlin.
Dann ist zu verfolgen, wie er, nach seinem Studium an der Filmhochschule in Moskau, in der DDR die Entwicklung einer sozialistischen Filmkunst wesentlich mitbestimmte. Szenen aus vielen seiner erfolgreichen Arbeiten stehen als Beispiel dafür. Eine Fülle von Aussagen wird eingeholt, zu Wort kommen Angel Wagenstein, der mit Konrad Wolf befreundet war und mehrere Filme mit ihm gemacht hat, Kurt Böwe erzählt von den Erlebnissen bei den Dreharbeiten zu Der nackte Mann auf dem Sportplatz, der Kameramann Werner Bergmann erinnert sich an die vielen gemeinsamen Filme und an seine ursprünglichen Vorbehalte gegen einen „studierten“ Regisseur. Der Bildhauer Wieland Förster erinnerte sich daran, wie uneitel und hilfsbereit Konrad Wolf als Präsident der Akademie der Künste der DDR war. Der Germanist Wladimir Gall erzählte von der gemeinsamen Zeit während des Zweiten Weltkriegs und bei der  Sowjetischen Militäradministration in Deutschland (SMAD) in Halle (Saale).
Durch den ganzen Film zieht sich die Feststellung aller Beteiligten, wie ehrlich und treu Konrad Wolf in allen Belangen des Lebens war.

## Produktion
Das Drehbuch entstand unter der Mitarbeit von Lew Hohmann, Christiane Mückenberger und Regine Sylvester. Die letztlich veröffentlichte Fassung stellt eine gekürzte Fassung dar, in der die Probleme des Stalinismus im Wesentlichen ausgeklammert wurden. Auf Betreiben der Staatsführung der DDR wurden u. a. die Passagen zu den stalinschen Prozessen und zum Nichtangriffspakt Deutschland – Sowjetunion und deren Auswirkung auf die drei Freunde aus dem bereits gefertigten Film geschnitten.
Die Zeit die bleibt wurde auf ORWO-Color gedreht und unter Verwendung von Schwarzweiß-Dokumenten fertiggestellt. Der Film hatte am 20. Oktober 1985 aus Anlass des 60. Geburtstages Konrad Wolfs im 1. Programm des DDR-Fernsehens seine Uraufführung. Auf der Internationalen Leipziger Dokumentar- und Kurzfilmwoche für Kino und Fernsehen wurde der Film am 23. November 1985 erstmals öffentlich in einem Kino aufgeführt. Der reguläre Kinostart fand am 13. August 1986 im Berliner Studiokino Camera statt.

## Kritik
Günter Sobe schreibt in der Berliner Zeitung, dass der Film publizistisch sauber und dramaturgisch intelligent aufgearbeitet sei, sympathische Gelassenheit besitze, im Unterton über den Kommentar gelegentlich Ironie verbreite sowie manchmal einen Anflug Pathos wie auch schöne Stille erkennen lasse.